# Cobadia
Cobadia es el nombre de una variedad cultivar de manzano (Malus domestica). Esta manzana es originaria de Galicia, está cultivada en la colección de árboles frutales y banco de germoplasma de Mabegondo con el n.º 46; ejemplares procedentes de esquejes localizados en Burricios, entidad poblacional de la parroquia de Santa María da Regueira, del municipio de Oza-Cesuras (La Coruña).

## Sinónimos
- "Manzana Cobadia",[4][5]
- "Maceira Cobadia".

## Características
El manzano de la variedad 'Cobadia' tiene un vigor vigoroso. Tamaño grande y porte erguido.
Época de inicio de brotación a partir del 27 de abril y de floración a partir de 10 de mayo.
Las hojas tienen una longitud del limbo de tamaño corto, con la máxima anchura del limbo estrecha. Longitud de las estípulas es corta y la máxima anchura de las estípulas es media. Denticulación del borde del limbo es ondulado, con la forma del ápice del limbo mucronado y la forma de la base del limbo es redondeado. Con subestípulas presentes.
Sus flores tienen una longitud de los pétalos corta, anchura de los pétalos es media, disposición de los pétalos en contacto entre sí, con una longitud del pedúnculo corta.
La variedad de manzana 'Cobadia' tiene un fruto de tamaño pequeño, de forma plana, de color amarillo, con chapa lavada, y de intensidad pálida. Epidermis de textura suave; sin pruina en su superficie y con presencia de cera débil. Sensibilidad al "russeting" (pardeamiento áspero superficial que presentan algunas variedades) muy poco sensible. Con lenticelas de tamaño pequeñas.
Los sépalos están dispuestos de parcialmente erectos, y en contacto  en su base; su fosa calicina profunda y de una anchura estrecha. Pedúnculo de grosor estrecho y de longitud medio, siendo la cavidad peduncular de una profundidad media y de anchura media. Con pulpa de color blanca, cuya firmeza es firme y textura crocante; su jugosidad es intermedia con sabor de acidez débil, y aromática.
Época de maduración y recolección es el 24 de septiembre. 'Cobadia' es una manzana que su destino es la conservación de esta variedad en el banco de germoplasma de Mabegondo como reserva genética.

## Susceptibilidades
- Oidio: ataque medio
- Moteado: no presenta
- Raíces aéreas: ataque débil
- Momificado: no presenta
- Pulgón lanígero: no presenta
- Pulgón verde: ataque medio
- Araña roja: no presenta
- Chancro del manzano: no presenta[3]